# Gran Premio Ciudad de Eibar 2021
La 1re édition du Gran Premio Ciudad de Eibar a lieu le 16 mai 2021. La course fait partie du calendrier international féminin UCI 2021 en catégorie 1.1. Elle est remportée par la Néerlandaise Anna van der Breggen.

## Équipes
| UCI Women's WorldTeams (7)- Alé BTC Ljubljana - Team BikeExchange - Canyon-SRAM Racing - FDJ-Nouvelle Aquitaine-Futuroscope - Movistar Team - SD Worx - Trek-Segafredo Équipes féminines continentales (18)- A.R. Monex - Arkéa Pro Cycling Team - BePink - Bizkaia-Durango - Ceratizit-WNT Pro Cycling - Cogeas-Mettler-Look Pro Cycling Team - Doltcini-Van Eyck Sport-Proximus - Eneicat-RBH Global-Martin Villa - Farto-BTC - GT Krush Tunap - Instafund Racing - Laboral Kutxa-Fundacion Euskadi - Macogep Tornatech Girondins de Bordeaux - Massi Tactic - Rally - Río Miera-Cantabria Deporte - Top Girls Fassa Bortolo - Valcar-Travel & Service Équipe nationale- Chili Équipe régionale et de club- Centre mondial du Cyclisme |
| |

## Récit de la course
Des attaques ponctuent le début de course, mais aucune échappée ne se forme. Dans la côte d'Alto Udana, au bout de vingt-sept kilomètres, un groupe de dix coureuses sort. Il s'agit de : Sheyla Gutiérrez, Laura Tomasi, Hannah Barnes, Clara Copponi, Arianna Fidanza, Karol-Ann Canuel, Trixi Worrack, Gladys Verhulst, Laura Asencio et Vita Heine. Leur avance est de trois minutes au pied de l'Alto Itziar dont le sommet se situe à trente-trois kilomètres de l'arrivée. Dans ses pentes, Katrine Aalerud sort du peloton, mais est reprise. Alors que l'écart se réduit, Agnieta Francke attaque à dix-neuf kilomètres de l'arrivée. Elle est suivie par quatre autres coureuses. Le regroupement général a lieu à huit kilomètres de la ligne. Dans la montée finale, Katrine Aalerud imprime le rythme. Les trois favorites du jour, Elisa Longo Borghini, Annemiek van Vleuten et Anna van der Breggen s'échappent à six kilomètres du sommet. A trois kilomètres de l'arrivée, la championne du monde parvient à distancer ses adversaires. Elle s'impose finalement en solitaire, devant la championne d'Europe et la championne d'Italie.

## Classements

### Classement final
| \| Classement général \| Classement général \| Classement général \| Classement général \| Classement général \| \| Coureuse \| Coureuse \| Pays \| Équipe \| Temps \| \| ------------------ \| -------------------- \| ------------------ \| ---------------------------------- \| ------------------ \| \| 1re \| Anna van der Breggen \| Pays-Bas \| SD Worx \| 3 h 06 min 16 s \| \| 2e \| Annemiek van Vleuten \| Pays-Bas \| Movistar Team \| + 16 s \| \| 3e \| Elisa Longo Borghini \| Italie \| Trek-Segafredo \| + 42 s \| \| 4e \| Lucinda Brand \| Pays-Bas \| Trek-Segafredo \| + 1 min 06 s \| \| 5e \| Mikayla Harvey \| Nouvelle-Zélande \| Canyon-SRAM Racing \| + 1 min 06 s \| \| 6e \| Ane Santesteban \| Espagne \| Team BikeExchange \| + 1 min 06 s \| \| 7e \| Erica Magnaldi \| Italie \| Ceratizit-WNT Pro Cycling \| + 1 min 06 s \| \| 8e \| Eider Merino \| Espagne \| A.R. Monex Women's \| + 1 min 06 s \| \| 9e \| Évita Muzic \| France \| FDJ-Nouvelle Aquitaine-Futuroscope \| + 1 min 06 s \| \| 10e \| Amanda Spratt \| Australie \| Team BikeExchange \| + 1 min 10 s \| |                      |                  |                                    |                 |
| |                      |                  |                                    |                 |
| Source : ProCyclingStats |                      |                  |                                    |                 |
| Classement général |                      |                  |                                    |                 |
| Coureuse | Coureuse             | Pays             | Équipe                             | Temps           |
| 1re | Anna van der Breggen | Pays-Bas         | SD Worx                            | 3 h 06 min 16 s |
| 2e | Annemiek van Vleuten | Pays-Bas         | Movistar Team                      | + 16 s          |
| 3e | Elisa Longo Borghini | Italie           | Trek-Segafredo                     | + 42 s          |
| 4e | Lucinda Brand        | Pays-Bas         | Trek-Segafredo                     | + 1 min 06 s    |
| 5e | Mikayla Harvey       | Nouvelle-Zélande | Canyon-SRAM Racing                 | + 1 min 06 s    |
| 6e | Ane Santesteban      | Espagne          | Team BikeExchange                  | + 1 min 06 s    |
| 7e | Erica Magnaldi       | Italie           | Ceratizit-WNT Pro Cycling          | + 1 min 06 s    |
| 8e | Eider Merino         | Espagne          | A.R. Monex Women's                 | + 1 min 06 s    |
| 9e | Évita Muzic          | France           | FDJ-Nouvelle Aquitaine-Futuroscope | + 1 min 06 s    |
| 10e | Amanda Spratt        | Australie        | Team BikeExchange                  | + 1 min 10 s    |

### Points UCI
| Position           | 1er | 2e | 3e | 4e | 5e | 6e | 7e | 8e | 9e | 10e | 11e | 12e | 13e à 15e | 16e à 25e |
| Classement général | 125 | 85 | 70 | 60 | 50 | 40 | 35 | 30 | 25 | 20  | 15  | 10  | 5         | 3         |

## Liste des participantes
| Movistar Team MOV | Movistar Team MOV                  | Movistar Team MOV |
| ----------------- | ---------------------------------- | ----------------- |
| Num               | Coureuse                           | Pos               |
| 1                 | Katrine Aalerud (NOR)              | 13e               |
| 2                 | Alicia González (ESP)              | 59e               |
| 3                 | Sheyla Gutiérrez (ESP)             | 60e               |
| 4                 | Sara Martín (ESP)                  | AB                |
| 5                 | Paula Patiño (COL)                 | 33e               |
| 6                 | Annemiek van Vleuten (NED) (route) | 2e                |

| Alé BTC Ljubljana ALE | Alé BTC Ljubljana ALE    | Alé BTC Ljubljana ALE |
| --------------------- | ------------------------ | --------------------- |
| Num                   | Coureuse                 | Pos                   |
| 11                    | Marta Bastianelli (ITA)  | 78e                   |
| 12                    | Sophie Wright (GBR)      | AB                    |
| 13                    | Tatiana Guderzo (ITA)    | 15e                   |
| 14                    | Laura Tomasi (ITA)       | 82e                   |
| 15                    | Anastasia Chursina (RUS) | 18e                   |

| Canyon-SRAM Racing CSR | Canyon-SRAM Racing CSR     | Canyon-SRAM Racing CSR |
| ---------------------- | -------------------------- | ---------------------- |
| Num                    | Coureuse                   | Pos                    |
| 21                     | Hannah Barnes (GBR)        | 62e                    |
| 22                     | Tiffany Cromwell (AUS)     | 68e                    |
| 23                     | Ella Harris (NZL)          | 52e                    |
| 24                     | Mikayla Harvey (NZL)       | 5e                     |
| 25                     | Omer Shapira (ISR) (route) | 16e                    |
| 26                     | Alice Barnes (GBR)         | 99e                    |

| FDJ-Nouvelle Aquitaine-Futuroscope FDJ | FDJ-Nouvelle Aquitaine-Futuroscope FDJ | FDJ-Nouvelle Aquitaine-Futuroscope FDJ |
| -------------------------------------- | -------------------------------------- | -------------------------------------- |
| Num                                    | Coureuse                               | Pos                                    |
| 31                                     | Marta Cavalli (ITA)                    | AB                                     |
| 32                                     | Clara Copponi (FRA)                    | 53e                                    |
| 33                                     | Eugénie Duval (FRA)                    | AB                                     |
| 34                                     | Victorie Guilman (FRA)                 | 23e                                    |
| 35                                     | Évita Muzic (FRA)                      | 9e                                     |

| Team BikeExchange BEX | Team BikeExchange BEX | Team BikeExchange BEX |
| --------------------- | --------------------- | --------------------- |
| Num                   | Coureuse              | Pos                   |
| 41                    | Ane Santesteban (ESP) | 6e                    |
| 42                    | Arianna Fidanza (ITA) | 61e                   |
| 43                    | Amanda Spratt (AUS)   | 10e                   |
| 44                    | Moniek Tenniglo (NED) | 110e                  |
| 45                    | Janneke Ensing (NED)  | 98e                   |
| 46                    | Urška Žigart (SLO)    | 14e                   |

| SD Worx SDW | SD Worx SDW                        | SD Worx SDW |
| ----------- | ---------------------------------- | ----------- |
| Num         | Coureuse                           | Pos         |
| 51          | Anna van der Breggen (NED) (route) | 1re         |
| 52          | Anna Shackley (GBR)                | 11e         |
| 53          | Elena Cecchini (ITA)               | 77e         |
| 55          | Ashleigh Moolman (RSA)             | 36e         |
| 56          | Karol-Ann Canuel (CAN)             | 48e         |

| Trek-Segafredo TFS | Trek-Segafredo TFS                 | Trek-Segafredo TFS |
| ------------------ | ---------------------------------- | ------------------ |
| Num                | Coureuse                           | Pos                |
| 61                 | Lucinda Brand (NED)                | 4e                 |
| 62                 | Lauretta Hanson (AUS)              | 118e               |
| 63                 | Elisa Longo Borghini (ITA) (route) | 3e                 |
| 64                 | Shirin van Anrooij (NED)           | 73e                |
| 65                 | Tayler Wiles (USA)                 | 74e                |
| 66                 | Trixi Worrack (GER)                | 108e               |

| A.R. Monex Women's ASA | A.R. Monex Women's ASA  | A.R. Monex Women's ASA |
| ---------------------- | ----------------------- | ---------------------- |
| Num                    | Coureuse                | Pos                    |
| 71                     | Eider Merino (ESP)      | 8e                     |
| 72                     | Ariadna Gutiérrez (MEX) | 26e                    |
| 73                     | Mariia Miliaeva (RUS)   | AB                     |
| 75                     | Arlenis Sierra (CUB)    | 12e                    |
| 76                     | Andrea Ramírez (MEX)    | AB                     |

| Arkéa Pro Cycling Team ARK | Arkéa Pro Cycling Team ARK | Arkéa Pro Cycling Team ARK |
| -------------------------- | -------------------------- | -------------------------- |
| Num                        | Coureuse                   | Pos                        |
| 81                         | Pauline Allin (FRA)        | 56e                        |
| 82                         | Léa Curinier (FRA)         | 29e                        |
| 83                         | Greta Richioud (FRA)       | AB                         |
| 84                         | Gladys Verhulst (FRA)      | 37e                        |
| 85                         | Amandine Fouquenet (FRA)   | 64e                        |
| 86                         | Sandra Levenez (FRA)       | 22e                        |

| Bepink BPK | Bepink BPK              | Bepink BPK |
| ---------- | ----------------------- | ---------- |
| Num        | Coureuse                | Pos        |
| 91         | Silvia Zanardi (ITA)    | 81e        |
| 92         | Matilde Vitillo (ITA)   | 83e        |
| 93         | Vania Canvelli (ITA)    | 103e       |
| 94         | Nora Jenčušová (SVK)    | AB         |
| 95         | Nadia Quagliotto (ITA)  | 27e        |
| 96         | Michaela Drummond (NZL) | 55e        |

| Bizkaia-Durango BDP | Bizkaia-Durango BDP          | Bizkaia-Durango BDP |
| ------------------- | ---------------------------- | ------------------- |
| Num                 | Coureuse                     | Pos                 |
| 101                 | Sandra Alonso (ESP)          | 88e                 |
| 102                 | Ariana Gilabert (ESP)        | 95e                 |
| 103                 | Mercedes Carmona Ramos (ESP) | 47e                 |
| 104                 | Lucía González (ESP)         | 101e                |
| 105                 | Amaia Lartitegi (ESP)        | 111e                |
| 106                 | Elizabeth Holden (GBR)       | 43e                 |

| Ceratizit-WNT Pro Cycling WNT | Ceratizit-WNT Pro Cycling WNT | Ceratizit-WNT Pro Cycling WNT |
| ----------------------------- | ----------------------------- | ----------------------------- |
| Num                           | Coureuse                      | Pos                           |
| 111                           | Erica Magnaldi (ITA)          | 7e                            |
| 112                           | Laura Asencio (FRA)           | 85e                           |
| 113                           | Kathrin Hammes (GER)          | 21e                           |
| 114                           | Marta Lach (POL) (route)      | 20e                           |
| 115                           | Lotta Henttala (FIN)          | 121e                          |
| 116                           | Lara Vieceli (ITA)            | 79e                           |

| Cogeas-Mettler-Look Pro Cycling Team CGS | Cogeas-Mettler-Look Pro Cycling Team CGS | Cogeas-Mettler-Look Pro Cycling Team CGS |
| ---------------------------------------- | ---------------------------------------- | ---------------------------------------- |
| Num                                      | Coureuse                                 | Pos                                      |
| 121                                      | Aigul Gareeva (RUS)                      | AB                                       |
| 122                                      | Tamara Dronova (RUS)                     | 105e                                     |
| 124                                      | Gulnaz Khatuntseva (RUS)                 | 94e                                      |
| 125                                      | Olga Zabelinskaïa (UZB)                  | AB                                       |
| 126                                      | Petra Stiasny (SUI)                      | 19e                                      |

| Doltcini-Van Eyck-Proximus DVE | Doltcini-Van Eyck-Proximus DVE      | Doltcini-Van Eyck-Proximus DVE |
| ------------------------------ | ----------------------------------- | ------------------------------ |
| Num                            | Coureuse                            | Pos                            |
| 131                            | Minke Bakker (NED)                  | AB                             |
| 132                            | Amber Aernouts (NED)                | 76e                            |
| 133                            | Kathrin Schweinberger (AUT) (route) | 107e                           |
| 134                            | Olha Kulynych (UKR)                 | 31e                            |
| 135                            | Christina Schweinberger (AUT)       | 49e                            |
| 136                            | Nicole Steigenga (NED)              | 63e                            |

| Eneicat-RBH EIC | Eneicat-RBH EIC     | Eneicat-RBH EIC |
| --------------- | ------------------- | --------------- |
| Num             | Coureuse            | Pos             |
| 141             | Ziortza Isasi (ESP) | 116e            |
| 143             | Varvara Fasoi (GRE) | AB              |
| 145             | Maria Tobias (MEX)  | AB              |
| 146             | Anna Baidak (RUS)   | 66e             |

| GT Krush Tunap BPC | GT Krush Tunap BPC       | GT Krush Tunap BPC |
| ------------------ | ------------------------ | ------------------ |
| Num                | Coureuse                 | Pos                |
| 151                | Marissa Baks (NED)       | 69e                |
| 152                | Henrietta Colborne (GBR) | 104e               |
| 153                | Nathalie Eklund (SWE)    | 67e                |
| 154                | Inez Beijer (NED)        | 117e               |
| 155                | Daniek Hengeveld (NED)   | AB                 |
| 156                | Melissa van Neck (CZE)   | 112e               |

| Instafund Racing ILP | Instafund Racing ILP      | Instafund Racing ILP |
| -------------------- | ------------------------- | -------------------- |
| Num                  | Coureuse                  | Pos                  |
| 161                  | Vera Looser (NAM) (route) | 80e                  |
| 162                  | Isabella Bertold (CAN)    | 57e                  |
| 163                  | Rachel Langdon (GBR)      | 91e                  |
| 165                  | Rotem Gafinovitz (ISR)    | 44e                  |
| 166                  | Caroline Baur (SUI)       | 41e                  |

| Laboral Kutxa-Fundación Euskadi LKF | Laboral Kutxa-Fundación Euskadi LKF | Laboral Kutxa-Fundación Euskadi LKF |
| ----------------------------------- | ----------------------------------- | ----------------------------------- |
| Num                                 | Coureuse                            | Pos                                 |
| 171                                 | Irantzu Beloki (ESP)                | AB                                  |
| 172                                 | Elena Cuenca (ESP)                  | AB                                  |
| 173                                 | Usoa Ostolaza (ESP)                 | AB                                  |
| 174                                 | Idoia Eraso (ESP)                   | 58e                                 |
| 175                                 | Ainhize Barrainkua (ESP)            | AB                                  |
| 176                                 | Garazi Estevez (ESP)                | AB                                  |

| Macogep Tornatech MTG | Macogep Tornatech MTG   | Macogep Tornatech MTG |
| --------------------- | ----------------------- | --------------------- |
| Num                   | Coureuse                | Pos                   |
| 181                   | Kerry Jonker (RSA)      | 120e                  |
| 182                   | Balladyne Tritsch (FRA) | AB                    |
| 183                   | Luce Bourbeau (CAN)     | 90e                   |
| 184                   | Callie Swan (CAN)       | 113e                  |
| 185                   | Morgane Coston (FRA)    | 39e                   |
| 186                   | Lucie Liboreau (FRA)    | 100e                  |

| Massi Tactic MAT | Massi Tactic MAT             | Massi Tactic MAT |
| ---------------- | ---------------------------- | ---------------- |
| Num              | Coureuse                     | Pos              |
| 191              | Špela Kern (SLO)             | 65e              |
| 192              | Vita Heine (NOR)             | 24e              |
| 193              | Patricia Ortega Ruiz (ESP)   | 46e              |
| 194              | Martina Moreno Monteys (ESP) | 50e              |
| 195              | Emma Grant (GBR)             | AB               |
| 196              | Olivia Baril (CAN)           | 28e              |

| Rally Cycling RLW | Rally Cycling RLW             | Rally Cycling RLW |
| ----------------- | ----------------------------- | ----------------- |
| Num               | Coureuse                      | Pos               |
| 201               | Clara Koppenburg (GER)        | 40e               |
| 202               | Kristabel Doebel-Hickok (USA) | AB                |
| 203               | Sara Poidevin (CAN)           | 87e               |
| 204               | Katie Clouse (USA)            | 35e               |
| 205               | Heidi Franz (USA)             | AB                |
| 206               | Holly Breck (USA)             | AB                |

| Río Miera-Cantabria Deporte RMC | Río Miera-Cantabria Deporte RMC | Río Miera-Cantabria Deporte RMC |
| ------------------------------- | ------------------------------- | ------------------------------- |
| Num                             | Coureuse                        | Pos                             |
| 211                             | Aida Nuño Palacio (ESP)         | 70e                             |
| 212                             | Alba Leonardo (ESP)             | AB                              |
| 213                             | Paula Diaz (ESP)                | AB                              |
| 214                             | Eva Anguela (ESP)               | 114e                            |
| 215                             | Nerea Nuno Iglesias (ESP)       | 97e                             |
| 216                             | Isabel Martin (ESP)             | 96e                             |

| Sopela Women's Team SWT | Sopela Women's Team SWT        | Sopela Women's Team SWT |
| ----------------------- | ------------------------------ | ----------------------- |
| Num                     | Coureuse                       | Pos                     |
| 221                     | Sofía Rodríguez (ESP)          | 72e                     |
| 222                     | Ines Cantera (ESP)             | 42e                     |
| 223                     | Emma Ortiz (ESP)               | AB                      |
| 224                     | Claire Steels (GBR)            | AB                      |
| 225                     | Naia Amondarain Gazañaga (ESP) | AB                      |

| Stade Rochelais Charente-Maritime CMW | Stade Rochelais Charente-Maritime CMW | Stade Rochelais Charente-Maritime CMW |
| ------------------------------------- | ------------------------------------- | ------------------------------------- |
| Num                                   | Coureuse                              | Pos                                   |
| 231                                   | Séverine Eraud (FRA)                  | AB                                    |
| 232                                   | Manon Souyris (FRA)                   | AB                                    |
| 233                                   | Noemi Rüegg (SUI)                     | AB                                    |
| 234                                   | India Grangier (FRA)                  | 51e                                   |
| 235                                   | Noémie Abgrall (FRA)                  | 86e                                   |
| 236                                   | Melanie Maurer (SUI)                  | 45e                                   |

| Farto-BTC FAR | Farto-BTC FAR                | Farto-BTC FAR |
| ------------- | ---------------------------- | ------------- |
| Num           | Coureuse                     | Pos           |
| 241           | Agnieta Francke (NED)        | 89e           |
| 242           | Enara López Gallastegi (ESP) | AB            |
| 243           | Diana Pedrosa (POR)          | AB            |
| 244           | Liliana Jesus (POR)          | AB            |
| 245           | Melissa Maia (POR) (route)   | 92e           |
| 246           | Sandra Moral (ESP)           | AB            |

| Top Girls Fassa Bortolo TOP | Top Girls Fassa Bortolo TOP | Top Girls Fassa Bortolo TOP |
| --------------------------- | --------------------------- | --------------------------- |
| Num                         | Coureuse                    | Pos                         |
| 251                         | Giorgia Vettorello (ITA)    | 115e                        |
| 252                         | Giorgia Bariani (ITA)       | 84e                         |
| 253                         | Elisa Dalla Valle (ITA)     | AB                          |
| 254                         | Greta Marturano (ITA)       | 38e                         |
| 255                         | Gaia Masetti (ITA)          | 102e                        |
| 256                         | Debora Silvestri (ITA)      | 30e                         |

| Valcar-Travel & Service VAL | Valcar-Travel & Service VAL | Valcar-Travel & Service VAL |
| --------------------------- | --------------------------- | --------------------------- |
| Num                         | Coureuse                    | Pos                         |
| 261                         | Alice Maria Arzuffi (ITA)   | 34e                         |
| 262                         | Elena Pirrone (ITA)         | AB                          |
| 263                         | Ilaria Sanguineti (ITA)     | 106e                        |
| 264                         | Barbara Malcotti (ITA)      | 17e                         |
| 265                         | Silvia Magri (ITA)          | 119e                        |
| 266                         | Margaux Vigié (FRA)         | AB                          |

| Centre mondial du cyclisme WCC | Centre mondial du cyclisme WCC | Centre mondial du cyclisme WCC |
| ------------------------------ | ------------------------------ | ------------------------------ |
| Num                            | Coureuse                       | Pos                            |
| 271                            | Nofar Maoz (ISR)               | 54e                            |
| 272                            | Alessia Vigilia (ITA)          | AB                             |
| 273                            | Tereza Neumanová (CZE)         | AB                             |
| 274                            | Małgorzata Jasińska (POL)      | 75e                            |
| 275                            | Sara Cueto (ESP)               | AB                             |
| 276                            | Nicole Hanselmann (SUI)        | 93e                            |

| Chili CHI | Chili CHI        | Chili CHI |
| --------- | ---------------- | --------- |
| Num       | Coureuse         | Pos       |
| 281       | Aranza Villalón  | 32e       |
| 282       | Paola Muñoz      | 109e      |
| 283       | Karla Vallejos   | AB        |
| 284       | Paula Villalón   | 71e       |
| 285       | Daniela Guajardo | AB        |
| 286       | Catalina Soto    | 25e       |

| Movistar Team MOV | Movistar Team MOV                  | Movistar Team MOV |
| ----------------- | ---------------------------------- | ----------------- |
| Num               | Coureuse                           | Pos               |
| 1                 | Katrine Aalerud (NOR)              | 13e               |
| 2                 | Alicia González (ESP)              | 59e               |
| 3                 | Sheyla Gutiérrez (ESP)             | 60e               |
| 4                 | Sara Martín (ESP)                  | AB                |
| 5                 | Paula Patiño (COL)                 | 33e               |
| 6                 | Annemiek van Vleuten (NED) (route) | 2e                |

| Alé BTC Ljubljana ALE | Alé BTC Ljubljana ALE    | Alé BTC Ljubljana ALE |
| --------------------- | ------------------------ | --------------------- |
| Num                   | Coureuse                 | Pos                   |
| 11                    | Marta Bastianelli (ITA)  | 78e                   |
| 12                    | Sophie Wright (GBR)      | AB                    |
| 13                    | Tatiana Guderzo (ITA)    | 15e                   |
| 14                    | Laura Tomasi (ITA)       | 82e                   |
| 15                    | Anastasia Chursina (RUS) | 18e                   |

| Canyon-SRAM Racing CSR | Canyon-SRAM Racing CSR     | Canyon-SRAM Racing CSR |
| ---------------------- | -------------------------- | ---------------------- |
| Num                    | Coureuse                   | Pos                    |
| 21                     | Hannah Barnes (GBR)        | 62e                    |
| 22                     | Tiffany Cromwell (AUS)     | 68e                    |
| 23                     | Ella Harris (NZL)          | 52e                    |
| 24                     | Mikayla Harvey (NZL)       | 5e                     |
| 25                     | Omer Shapira (ISR) (route) | 16e                    |
| 26                     | Alice Barnes (GBR)         | 99e                    |

| FDJ-Nouvelle Aquitaine-Futuroscope FDJ | FDJ-Nouvelle Aquitaine-Futuroscope FDJ | FDJ-Nouvelle Aquitaine-Futuroscope FDJ |
| -------------------------------------- | -------------------------------------- | -------------------------------------- |
| Num                                    | Coureuse                               | Pos                                    |
| 31                                     | Marta Cavalli (ITA)                    | AB                                     |
| 32                                     | Clara Copponi (FRA)                    | 53e                                    |
| 33                                     | Eugénie Duval (FRA)                    | AB                                     |
| 34                                     | Victorie Guilman (FRA)                 | 23e                                    |
| 35                                     | Évita Muzic (FRA)                      | 9e                                     |

| Team BikeExchange BEX | Team BikeExchange BEX | Team BikeExchange BEX |
| --------------------- | --------------------- | --------------------- |
| Num                   | Coureuse              | Pos                   |
| 41                    | Ane Santesteban (ESP) | 6e                    |
| 42                    | Arianna Fidanza (ITA) | 61e                   |
| 43                    | Amanda Spratt (AUS)   | 10e                   |
| 44                    | Moniek Tenniglo (NED) | 110e                  |
| 45                    | Janneke Ensing (NED)  | 98e                   |
| 46                    | Urška Žigart (SLO)    | 14e                   |

| SD Worx SDW | SD Worx SDW                        | SD Worx SDW |
| ----------- | ---------------------------------- | ----------- |
| Num         | Coureuse                           | Pos         |
| 51          | Anna van der Breggen (NED) (route) | 1re         |
| 52          | Anna Shackley (GBR)                | 11e         |
| 53          | Elena Cecchini (ITA)               | 77e         |
| 55          | Ashleigh Moolman (RSA)             | 36e         |
| 56          | Karol-Ann Canuel (CAN)             | 48e         |

| Trek-Segafredo TFS | Trek-Segafredo TFS                 | Trek-Segafredo TFS |
| ------------------ | ---------------------------------- | ------------------ |
| Num                | Coureuse                           | Pos                |
| 61                 | Lucinda Brand (NED)                | 4e                 |
| 62                 | Lauretta Hanson (AUS)              | 118e               |
| 63                 | Elisa Longo Borghini (ITA) (route) | 3e                 |
| 64                 | Shirin van Anrooij (NED)           | 73e                |
| 65                 | Tayler Wiles (USA)                 | 74e                |
| 66                 | Trixi Worrack (GER)                | 108e               |

| A.R. Monex Women's ASA | A.R. Monex Women's ASA  | A.R. Monex Women's ASA |
| ---------------------- | ----------------------- | ---------------------- |
| Num                    | Coureuse                | Pos                    |
| 71                     | Eider Merino (ESP)      | 8e                     |
| 72                     | Ariadna Gutiérrez (MEX) | 26e                    |
| 73                     | Mariia Miliaeva (RUS)   | AB                     |
| 75                     | Arlenis Sierra (CUB)    | 12e                    |
| 76                     | Andrea Ramírez (MEX)    | AB                     |

| Arkéa Pro Cycling Team ARK | Arkéa Pro Cycling Team ARK | Arkéa Pro Cycling Team ARK |
| -------------------------- | -------------------------- | -------------------------- |
| Num                        | Coureuse                   | Pos                        |
| 81                         | Pauline Allin (FRA)        | 56e                        |
| 82                         | Léa Curinier (FRA)         | 29e                        |
| 83                         | Greta Richioud (FRA)       | AB                         |
| 84                         | Gladys Verhulst (FRA)      | 37e                        |
| 85                         | Amandine Fouquenet (FRA)   | 64e                        |
| 86                         | Sandra Levenez (FRA)       | 22e                        |

| Bepink BPK | Bepink BPK              | Bepink BPK |
| ---------- | ----------------------- | ---------- |
| Num        | Coureuse                | Pos        |
| 91         | Silvia Zanardi (ITA)    | 81e        |
| 92         | Matilde Vitillo (ITA)   | 83e        |
| 93         | Vania Canvelli (ITA)    | 103e       |
| 94         | Nora Jenčušová (SVK)    | AB         |
| 95         | Nadia Quagliotto (ITA)  | 27e        |
| 96         | Michaela Drummond (NZL) | 55e        |

| Bizkaia-Durango BDP | Bizkaia-Durango BDP          | Bizkaia-Durango BDP |
| ------------------- | ---------------------------- | ------------------- |
| Num                 | Coureuse                     | Pos                 |
| 101                 | Sandra Alonso (ESP)          | 88e                 |
| 102                 | Ariana Gilabert (ESP)        | 95e                 |
| 103                 | Mercedes Carmona Ramos (ESP) | 47e                 |
| 104                 | Lucía González (ESP)         | 101e                |
| 105                 | Amaia Lartitegi (ESP)        | 111e                |
| 106                 | Elizabeth Holden (GBR)       | 43e                 |

| Ceratizit-WNT Pro Cycling WNT | Ceratizit-WNT Pro Cycling WNT | Ceratizit-WNT Pro Cycling WNT |
| ----------------------------- | ----------------------------- | ----------------------------- |
| Num                           | Coureuse                      | Pos                           |
| 111                           | Erica Magnaldi (ITA)          | 7e                            |
| 112                           | Laura Asencio (FRA)           | 85e                           |
| 113                           | Kathrin Hammes (GER)          | 21e                           |
| 114                           | Marta Lach (POL) (route)      | 20e                           |
| 115                           | Lotta Henttala (FIN)          | 121e                          |
| 116                           | Lara Vieceli (ITA)            | 79e                           |

| Cogeas-Mettler-Look Pro Cycling Team CGS | Cogeas-Mettler-Look Pro Cycling Team CGS | Cogeas-Mettler-Look Pro Cycling Team CGS |
| ---------------------------------------- | ---------------------------------------- | ---------------------------------------- |
| Num                                      | Coureuse                                 | Pos                                      |
| 121                                      | Aigul Gareeva (RUS)                      | AB                                       |
| 122                                      | Tamara Dronova (RUS)                     | 105e                                     |
| 124                                      | Gulnaz Khatuntseva (RUS)                 | 94e                                      |
| 125                                      | Olga Zabelinskaïa (UZB)                  | AB                                       |
| 126                                      | Petra Stiasny (SUI)                      | 19e                                      |

| Doltcini-Van Eyck-Proximus DVE | Doltcini-Van Eyck-Proximus DVE      | Doltcini-Van Eyck-Proximus DVE |
| ------------------------------ | ----------------------------------- | ------------------------------ |
| Num                            | Coureuse                            | Pos                            |
| 131                            | Minke Bakker (NED)                  | AB                             |
| 132                            | Amber Aernouts (NED)                | 76e                            |
| 133                            | Kathrin Schweinberger (AUT) (route) | 107e                           |
| 134                            | Olha Kulynych (UKR)                 | 31e                            |
| 135                            | Christina Schweinberger (AUT)       | 49e                            |
| 136                            | Nicole Steigenga (NED)              | 63e                            |

| Eneicat-RBH EIC | Eneicat-RBH EIC     | Eneicat-RBH EIC |
| --------------- | ------------------- | --------------- |
| Num             | Coureuse            | Pos             |
| 141             | Ziortza Isasi (ESP) | 116e            |
| 143             | Varvara Fasoi (GRE) | AB              |
| 145             | Maria Tobias (MEX)  | AB              |
| 146             | Anna Baidak (RUS)   | 66e             |

| GT Krush Tunap BPC | GT Krush Tunap BPC       | GT Krush Tunap BPC |
| ------------------ | ------------------------ | ------------------ |
| Num                | Coureuse                 | Pos                |
| 151                | Marissa Baks (NED)       | 69e                |
| 152                | Henrietta Colborne (GBR) | 104e               |
| 153                | Nathalie Eklund (SWE)    | 67e                |
| 154                | Inez Beijer (NED)        | 117e               |
| 155                | Daniek Hengeveld (NED)   | AB                 |
| 156                | Melissa van Neck (CZE)   | 112e               |

| Instafund Racing ILP | Instafund Racing ILP      | Instafund Racing ILP |
| -------------------- | ------------------------- | -------------------- |
| Num                  | Coureuse                  | Pos                  |
| 161                  | Vera Looser (NAM) (route) | 80e                  |
| 162                  | Isabella Bertold (CAN)    | 57e                  |
| 163                  | Rachel Langdon (GBR)      | 91e                  |
| 165                  | Rotem Gafinovitz (ISR)    | 44e                  |
| 166                  | Caroline Baur (SUI)       | 41e                  |

| Laboral Kutxa-Fundación Euskadi LKF | Laboral Kutxa-Fundación Euskadi LKF | Laboral Kutxa-Fundación Euskadi LKF |
| ----------------------------------- | ----------------------------------- | ----------------------------------- |
| Num                                 | Coureuse                            | Pos                                 |
| 171                                 | Irantzu Beloki (ESP)                | AB                                  |
| 172                                 | Elena Cuenca (ESP)                  | AB                                  |
| 173                                 | Usoa Ostolaza (ESP)                 | AB                                  |
| 174                                 | Idoia Eraso (ESP)                   | 58e                                 |
| 175                                 | Ainhize Barrainkua (ESP)            | AB                                  |
| 176                                 | Garazi Estevez (ESP)                | AB                                  |

| Macogep Tornatech MTG | Macogep Tornatech MTG   | Macogep Tornatech MTG |
| --------------------- | ----------------------- | --------------------- |
| Num                   | Coureuse                | Pos                   |
| 181                   | Kerry Jonker (RSA)      | 120e                  |
| 182                   | Balladyne Tritsch (FRA) | AB                    |
| 183                   | Luce Bourbeau (CAN)     | 90e                   |
| 184                   | Callie Swan (CAN)       | 113e                  |
| 185                   | Morgane Coston (FRA)    | 39e                   |
| 186                   | Lucie Liboreau (FRA)    | 100e                  |

| Massi Tactic MAT | Massi Tactic MAT             | Massi Tactic MAT |
| ---------------- | ---------------------------- | ---------------- |
| Num              | Coureuse                     | Pos              |
| 191              | Špela Kern (SLO)             | 65e              |
| 192              | Vita Heine (NOR)             | 24e              |
| 193              | Patricia Ortega Ruiz (ESP)   | 46e              |
| 194              | Martina Moreno Monteys (ESP) | 50e              |
| 195              | Emma Grant (GBR)             | AB               |
| 196              | Olivia Baril (CAN)           | 28e              |

| Rally Cycling RLW | Rally Cycling RLW             | Rally Cycling RLW |
| ----------------- | ----------------------------- | ----------------- |
| Num               | Coureuse                      | Pos               |
| 201               | Clara Koppenburg (GER)        | 40e               |
| 202               | Kristabel Doebel-Hickok (USA) | AB                |
| 203               | Sara Poidevin (CAN)           | 87e               |
| 204               | Katie Clouse (USA)            | 35e               |
| 205               | Heidi Franz (USA)             | AB                |
| 206               | Holly Breck (USA)             | AB                |

| Río Miera-Cantabria Deporte RMC | Río Miera-Cantabria Deporte RMC | Río Miera-Cantabria Deporte RMC |
| ------------------------------- | ------------------------------- | ------------------------------- |
| Num                             | Coureuse                        | Pos                             |
| 211                             | Aida Nuño Palacio (ESP)         | 70e                             |
| 212                             | Alba Leonardo (ESP)             | AB                              |
| 213                             | Paula Diaz (ESP)                | AB                              |
| 214                             | Eva Anguela (ESP)               | 114e                            |
| 215                             | Nerea Nuno Iglesias (ESP)       | 97e                             |
| 216                             | Isabel Martin (ESP)             | 96e                             |

| Sopela Women's Team SWT | Sopela Women's Team SWT        | Sopela Women's Team SWT |
| ----------------------- | ------------------------------ | ----------------------- |
| Num                     | Coureuse                       | Pos                     |
| 221                     | Sofía Rodríguez (ESP)          | 72e                     |
| 222                     | Ines Cantera (ESP)             | 42e                     |
| 223                     | Emma Ortiz (ESP)               | AB                      |
| 224                     | Claire Steels (GBR)            | AB                      |
| 225                     | Naia Amondarain Gazañaga (ESP) | AB                      |

| Stade Rochelais Charente-Maritime CMW | Stade Rochelais Charente-Maritime CMW | Stade Rochelais Charente-Maritime CMW |
| ------------------------------------- | ------------------------------------- | ------------------------------------- |
| Num                                   | Coureuse                              | Pos                                   |
| 231                                   | Séverine Eraud (FRA)                  | AB                                    |
| 232                                   | Manon Souyris (FRA)                   | AB                                    |
| 233                                   | Noemi Rüegg (SUI)                     | AB                                    |
| 234                                   | India Grangier (FRA)                  | 51e                                   |
| 235                                   | Noémie Abgrall (FRA)                  | 86e                                   |
| 236                                   | Melanie Maurer (SUI)                  | 45e                                   |

| Farto-BTC FAR | Farto-BTC FAR                | Farto-BTC FAR |
| ------------- | ---------------------------- | ------------- |
| Num           | Coureuse                     | Pos           |
| 241           | Agnieta Francke (NED)        | 89e           |
| 242           | Enara López Gallastegi (ESP) | AB            |
| 243           | Diana Pedrosa (POR)          | AB            |
| 244           | Liliana Jesus (POR)          | AB            |
| 245           | Melissa Maia (POR) (route)   | 92e           |
| 246           | Sandra Moral (ESP)           | AB            |

| Top Girls Fassa Bortolo TOP | Top Girls Fassa Bortolo TOP | Top Girls Fassa Bortolo TOP |
| --------------------------- | --------------------------- | --------------------------- |
| Num                         | Coureuse                    | Pos                         |
| 251                         | Giorgia Vettorello (ITA)    | 115e                        |
| 252                         | Giorgia Bariani (ITA)       | 84e                         |
| 253                         | Elisa Dalla Valle (ITA)     | AB                          |
| 254                         | Greta Marturano (ITA)       | 38e                         |
| 255                         | Gaia Masetti (ITA)          | 102e                        |
| 256                         | Debora Silvestri (ITA)      | 30e                         |

| Valcar-Travel & Service VAL | Valcar-Travel & Service VAL | Valcar-Travel & Service VAL |
| --------------------------- | --------------------------- | --------------------------- |
| Num                         | Coureuse                    | Pos                         |
| 261                         | Alice Maria Arzuffi (ITA)   | 34e                         |
| 262                         | Elena Pirrone (ITA)         | AB                          |
| 263                         | Ilaria Sanguineti (ITA)     | 106e                        |
| 264                         | Barbara Malcotti (ITA)      | 17e                         |
| 265                         | Silvia Magri (ITA)          | 119e                        |
| 266                         | Margaux Vigié (FRA)         | AB                          |

| Centre mondial du cyclisme WCC | Centre mondial du cyclisme WCC | Centre mondial du cyclisme WCC |
| ------------------------------ | ------------------------------ | ------------------------------ |
| Num                            | Coureuse                       | Pos                            |
| 271                            | Nofar Maoz (ISR)               | 54e                            |
| 272                            | Alessia Vigilia (ITA)          | AB                             |
| 273                            | Tereza Neumanová (CZE)         | AB                             |
| 274                            | Małgorzata Jasińska (POL)      | 75e                            |
| 275                            | Sara Cueto (ESP)               | AB                             |
| 276                            | Nicole Hanselmann (SUI)        | 93e                            |

| Chili CHI | Chili CHI        | Chili CHI |
| --------- | ---------------- | --------- |
| Num       | Coureuse         | Pos       |
| 281       | Aranza Villalón  | 32e       |
| 282       | Paola Muñoz      | 109e      |
| 283       | Karla Vallejos   | AB        |
| 284       | Paula Villalón   | 71e       |
| 285       | Daniela Guajardo | AB        |
| 286       | Catalina Soto    | 25e       |